# Iwonicz (gmina)
Iwonicz – dawna gmina wiejska istniejąca w latach 1934–1954 w woj. lwowskim i rzeszowskim (dzisiejsze woj. podkarpackie). Siedzibą władz gminy był Iwonicz.
Gmina zbiorowa Iwonicz została utworzona 1 sierpnia 1934 roku w powiecie krośnieńskim w woj. lwowskim z dotychczasowych jednostkowych gmin wiejskich: Iwonicz, Lubatowa i Lubatówka. Po wojnie gmina znalazła się w powiecie krośnieńskim w nowo utworzonym woj. rzeszowskim. Według stanu z dnia 1 lipca 1952 roku gmina składała się w dalszym ciągu z 3 gromad: Iwonicz, Lubatowa i Lubatówka. 
Gmina została zniesiona 29 września 1954 roku wraz z reformą wprowadzającą gromady w miejsce gmin. Jednostki nie przywrócono 1 stycznia 1973 roku po reaktywowaniu gmin, utworzono natomiast gminę Iwonicz-Zdrój z siedzibą w mieście (od 1 stycznia 1973) Iwoniczu-Zdroju.